# Бойовий Хрест Українських Січових Стрільців (Мазепинський)
Бойовий Хрест Українських Січових Стрільців або Мазепинський Хрест — нагорода за бойові заслуги Українських січових стрільців (УСС), що діяли у лавах Української Галицької Армії, розроблена Левом Лепким.
Ця нагорода включена в історичний перелік військових нагород українських збройних сил

## Історія
Нагорода була заснована 1940 року в Кракові для колишніх вояків УСС в лавах Української Галицької Армії.
За зразок при проектуванні взято відзнаку Варшавського Союзу Українських Комбатантів. Хрест виконаний в Кракові в 1940—1941 рр. з польських п'яти- і двозлотівок.
Цей знак цікавий тим, що вперше в українській фалеристичній спадщині на ньому зображено не гетьмана Івана Мазепу, а його родовий герб.
Мазепинський Хрест, як нагорода, має два випуски: Великий Хрест і Малий Хрест, — в 1940 і 1964 роках. Великий Хрест першого випуску складався з двох частин. Центральним елементом нагороди був щит з зображенням тризубу, що прикріплюється до стилізованого хреста у вигляді герба «Курч», який належав гетьману Івану Мазепі. За щитом розміщувалися два перехрещені мечі, що означало збройну боротьбу за незалежність України. Хрест кріпиться до чорної стрічки з двома фіолетовими доріжками з боків.
Великий хрест другого випуску (1964 рік) був виготовлений із цільного металу. Розміри та стрічка такі як і в першому випуску. Крім Великого хреста, була також виготовлена мініатюрна копія розміром 20×15 мм.